# Mohammed Al Aifuri
Mohammed Al Aifuri (* 22. November 1981) ist ein irakischer Gewichtheber.
Er erreichte bei den Asienmeisterschaften 2004 den sechsten Platz in der Klasse bis 105 kg. 2007 nahm er an den Weltmeisterschaften teil, hatte aber im Stoßen keinen gültigen Versuch. Bei den Asienmeisterschaften 2008 war er Erster. Bei der Dopingkontrolle wurde er jedoch positiv auf Metandienon getestet und für vier Jahre gesperrt. Nach seiner Sperre war er bei den Asienmeisterschaften 2013 Vierter im Reißen, im Stoßen gelang ihm jedoch kein gültiger Versuch. Bei den Asienspielen 2014 wurde er Siebter im Superschwergewicht. Er wurde aber erneut positiv getestet und für acht Jahre gesperrt.